# Coţofenii din Dos
Coţofenii din Dos es una comuna ubicada en el distrito de Dolj, Rumania.

## Superficie
Posee una superficie de 45,52 kilómetros cuadrados.

## Demografía
Hasta 2021 la población era de 2191 habitantes, con una densidad de población de 48,13 habitantes por kilómetro cuadrado.